# 丹波篠山市
丹波篠山市（日语：／ Tambasasayama shi */?）是位於日本兵庫縣東部的城市。轄區東西寬30公里，南北長20公里，主要市區位於篠山盆地內，四周有207.63平方公里的區域為山林，擁有豐富的自然環境。特產為被稱為「丹波黑」的黑大豆。

## 人口
| 丹波篠山市人口分布圖 |                                                   |  |
| 丹波篠山市與日本全國年齡別人口分布比較圖 （2005年資料） | 丹波篠山市的年齡、男女別人口分布圖 （2005年資料） |  |
| ■紫色是丹波篠山市 ■綠色是全国 | ■藍色是男性 ■紅色是女性                           |  |
| 丹波篠山市人口變化 \| 1970年 \| 43,428人 \| \| \| 1975年 \| 42,026人 \| \| \| 1980年 \| 41,685人 \| \| \| 1985年 \| 41,144人 \| \| \| 1990年 \| 41,802人 \| \| \| 1995年 \| 44,752人 \| \| \| 2000年 \| 46,325人 \| \| \| 2005年 \| 45,245人 \| \| \| 2010年 \| 43,263人 \| \| \| 2015年 \| 41,490人 \| \| \| 2020年 \| 39,611人 \| \| |                                                   |  |
| 資料來源：日本總務省統計中心提供之人口普查數據 |                                                   |  |
| 1970年 | 43,428人                                          |  |
| 1975年 | 42,026人                                          |  |
| 1980年 | 41,685人                                          |  |
| 1985年 | 41,144人                                          |  |
| 1990年 | 41,802人                                          |  |
| 1995年 | 44,752人                                          |  |
| 2000年 | 46,325人                                          |  |
| 2005年 | 45,245人                                          |  |
| 2010年 | 43,263人                                          |  |
| 2015年 | 41,490人                                          |  |
| 2020年 | 39,611人                                          |  |

## 歷史
在16世紀初，波多野稙通曾在此築有八上城，此後此地由波多野氏治理直到16世紀末遭織田信長佔領。
由於位於京都前往山陰道的要衝，江戶時代初期由德川家康指派松平康重在此新建篠山城取代原本的八上城，同時設立篠山藩；此後篠山藩雖然經歷多次轉封，但藩主皆由譜代大名擔任。
1871年廢藩置縣後，最初曾短暫設置篠山縣，但旋即被併入豐岡縣，1876年再併入兵庫縣。1889年，日本實施町村制，多紀郡下設置了篠山町、八上村、日置村、福住村、大芋村、村雲村、雲部村、畑村、城北村、岡野村、南河內村、北河內村、草山村、大山村、味間村、城南村、古市村、今田村，共1町17村。
1950年代的昭和大合併期間，多紀郡下的町村被整併為篠山町、多紀町、城東町、西紀町、今田町、丹南町，共6町。1975年，其中的篠山町、城東町、多紀町再次整併，合併後的名稱仍為篠山町。
1999年，多紀郡下全部的4個町決定合併為篠山市，當時合併後人口並未達5萬，但因適用「行政區劃合併後人口超過4萬可設置為市」的特別規定，也成為全日本第一個適用此特別規定的行政區劃。
由於轄內主要產業為包括黑豆、栗、牛肉的農產業，過去一直以「丹波」和「篠山」之品牌銷往全日本各地，但在2004年相鄰的冰上郡轄下6町合併為丹波市後，篠山反而常因此被誤認為屬於丹波市，因此開始有將城市名稱直接更名為「丹波篠山市」的意見；2017年篠山市商工會、丹波篠山觀光協會、丹波篠山農協三個轄內的主要商業團體正式向市政府提出更名的建議。2018年擔任市長的酒井隆明決定接受這建議後，為了推動此案能在公民投票中通過，酒井隆明也提前辭去市長一職，並以更改市名為政見重新投入市長選舉，選舉中更名案的投票獲得通過，酒井隆明也再次當選市長，隨後市議會也通過此案，2019年5月1日正式更名為丹波篠山市。。

### 變遷表
| 1889年4月1日 | 1889年-1926年       | 1926年-1944年 | 1944年-1954年 | 1954年-1989年        | 1954年-1989年        | 1954年-1989年        | 1989年-現在         | 1989年-現在             | 現在                    |
| ------------ | ------------------- | ------------- | ------------- | -------------------- | -------------------- | -------------------- | ------------------- | ----------------------- | ----------------------- |
| 篠山町       | 篠山町              | 篠山町        | 篠山町        | 1955年4月20日 篠山町 | 1955年4月20日 篠山町 | 1975年3月28日 篠山町 | 1999年4月1日 篠山市 | 2019年5月1日 丹波篠山市 | 2019年5月1日 丹波篠山市 |
| 八上村       |                     |               |               | 1955年4月20日 篠山町 | 1955年4月20日 篠山町 | 1975年3月28日 篠山町 | 1999年4月1日 篠山市 | 2019年5月1日 丹波篠山市 | 2019年5月1日 丹波篠山市 |
| 畑村         |                     |               |               | 1955年4月20日 篠山町 | 1955年4月20日 篠山町 | 1975年3月28日 篠山町 | 1999年4月1日 篠山市 | 2019年5月1日 丹波篠山市 | 2019年5月1日 丹波篠山市 |
| 城北村       |                     |               |               | 1955年4月20日 篠山町 | 1955年4月20日 篠山町 | 1975年3月28日 篠山町 | 1999年4月1日 篠山市 | 2019年5月1日 丹波篠山市 | 2019年5月1日 丹波篠山市 |
| 岡野村       |                     |               |               | 1955年4月20日 篠山町 | 1955年4月20日 篠山町 | 1975年3月28日 篠山町 | 1999年4月1日 篠山市 | 2019年5月1日 丹波篠山市 | 2019年5月1日 丹波篠山市 |
| 日置村       | 日置村              | 日置村        | 日置村        | 1955年4月10日 城東村 | 1960年1月1日 城東町  | 1975年3月28日 篠山町 | 1999年4月1日 篠山市 | 2019年5月1日 丹波篠山市 | 2019年5月1日 丹波篠山市 |
| 日置村       | 1892年1月8日 後川村 |               |               | 1955年4月10日 城東村 | 1960年1月1日 城東町  | 1975年3月28日 篠山町 | 1999年4月1日 篠山市 | 2019年5月1日 丹波篠山市 | 2019年5月1日 丹波篠山市 |
| 雲部村       |                     |               |               | 1955年4月10日 城東村 | 1960年1月1日 城東町  | 1975年3月28日 篠山町 | 1999年4月1日 篠山市 | 2019年5月1日 丹波篠山市 | 2019年5月1日 丹波篠山市 |
| 福住村       | 福住村              | 福住村        | 福住村        | 1955年4月15日 多紀村 | 1960年1月1日 多紀町  | 1975年3月28日 篠山町 | 1999年4月1日 篠山市 | 2019年5月1日 丹波篠山市 | 2019年5月1日 丹波篠山市 |
| 大芋村       |                     |               |               | 1955年4月15日 多紀村 | 1960年1月1日 多紀町  | 1975年3月28日 篠山町 | 1999年4月1日 篠山市 | 2019年5月1日 丹波篠山市 | 2019年5月1日 丹波篠山市 |
| 村雲村       |                     |               |               | 1955年4月15日 多紀村 | 1960年1月1日 多紀町  | 1975年3月28日 篠山町 | 1999年4月1日 篠山市 | 2019年5月1日 丹波篠山市 | 2019年5月1日 丹波篠山市 |
| 南河內村     | 南河內村            | 南河內村      | 南河內村      | 1955年1月1日 西紀村  | 1960年1月1日 西紀町  | 1960年1月1日 西紀町  | 1999年4月1日 篠山市 | 2019年5月1日 丹波篠山市 | 2019年5月1日 丹波篠山市 |
| 北河內村     |                     |               |               | 1955年1月1日 西紀村  | 1960年1月1日 西紀町  | 1960年1月1日 西紀町  | 1999年4月1日 篠山市 | 2019年5月1日 丹波篠山市 | 2019年5月1日 丹波篠山市 |
| 草山村       |                     |               |               | 1955年1月1日 西紀村  | 1960年1月1日 西紀町  | 1960年1月1日 西紀町  | 1999年4月1日 篠山市 | 2019年5月1日 丹波篠山市 | 2019年5月1日 丹波篠山市 |
| 大山村       | 大山村              | 大山村        | 大山村        | 1955年4月15日 丹南町 | 1955年4月15日 丹南町 | 1955年4月15日 丹南町 | 1999年4月1日 篠山市 | 2019年5月1日 丹波篠山市 | 2019年5月1日 丹波篠山市 |
| 味間村       |                     |               |               | 1955年4月15日 丹南町 | 1955年4月15日 丹南町 | 1955年4月15日 丹南町 | 1999年4月1日 篠山市 | 2019年5月1日 丹波篠山市 | 2019年5月1日 丹波篠山市 |
| 城南村       |                     |               |               | 1955年4月15日 丹南町 | 1955年4月15日 丹南町 | 1955年4月15日 丹南町 | 1999年4月1日 篠山市 | 2019年5月1日 丹波篠山市 | 2019年5月1日 丹波篠山市 |
| 古市村       |                     |               |               | 1955年4月15日 丹南町 | 1955年4月15日 丹南町 | 1955年4月15日 丹南町 | 1999年4月1日 篠山市 | 2019年5月1日 丹波篠山市 | 2019年5月1日 丹波篠山市 |
| 今田村       | 今田村              | 今田村        | 今田村        | 今田村               | 1960年4月1日 今田町  | 1960年4月1日 今田町  | 1999年4月1日 篠山市 | 2019年5月1日 丹波篠山市 | 2019年5月1日 丹波篠山市 |

## 交通

### 鐵路
- 西日本旅客鐵道（JR西日本）
  - 福知山線：（←三田市） - 草野車站 - 古市車站 - 南矢代車站 - 篠山口車站 - 丹波大山車站 - （丹波市→）

過去還曾有日本國有鐵道篠山線，從篠山口車站往東穿越市區；但此路線已於1972年停駛。

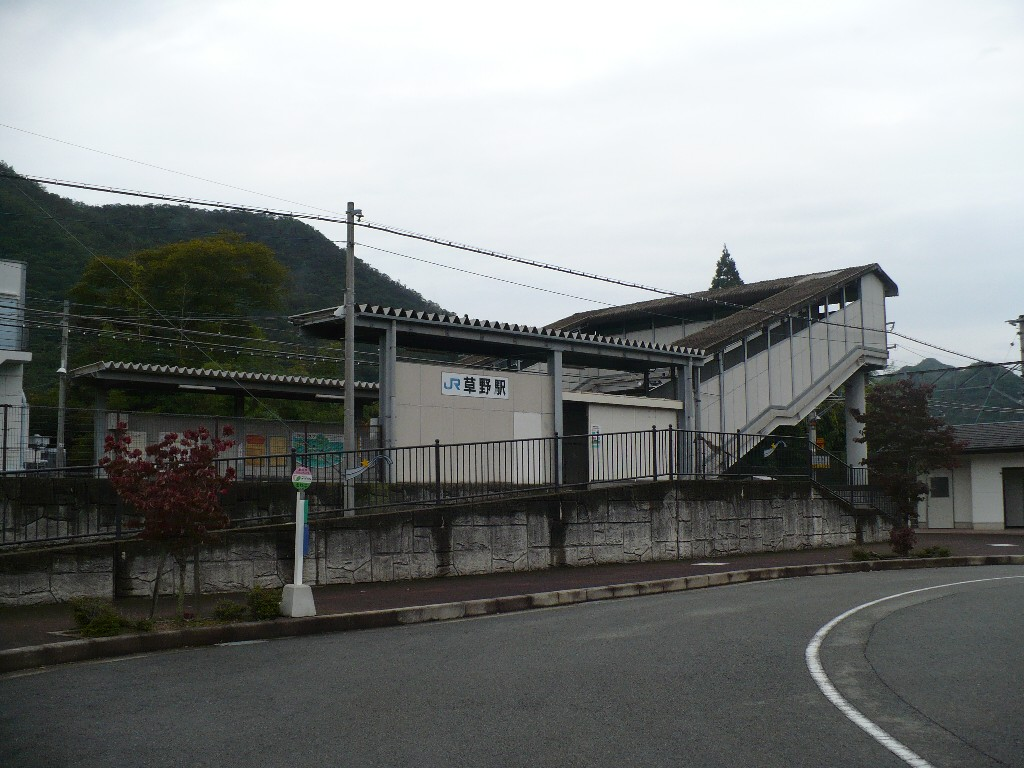
草野車站
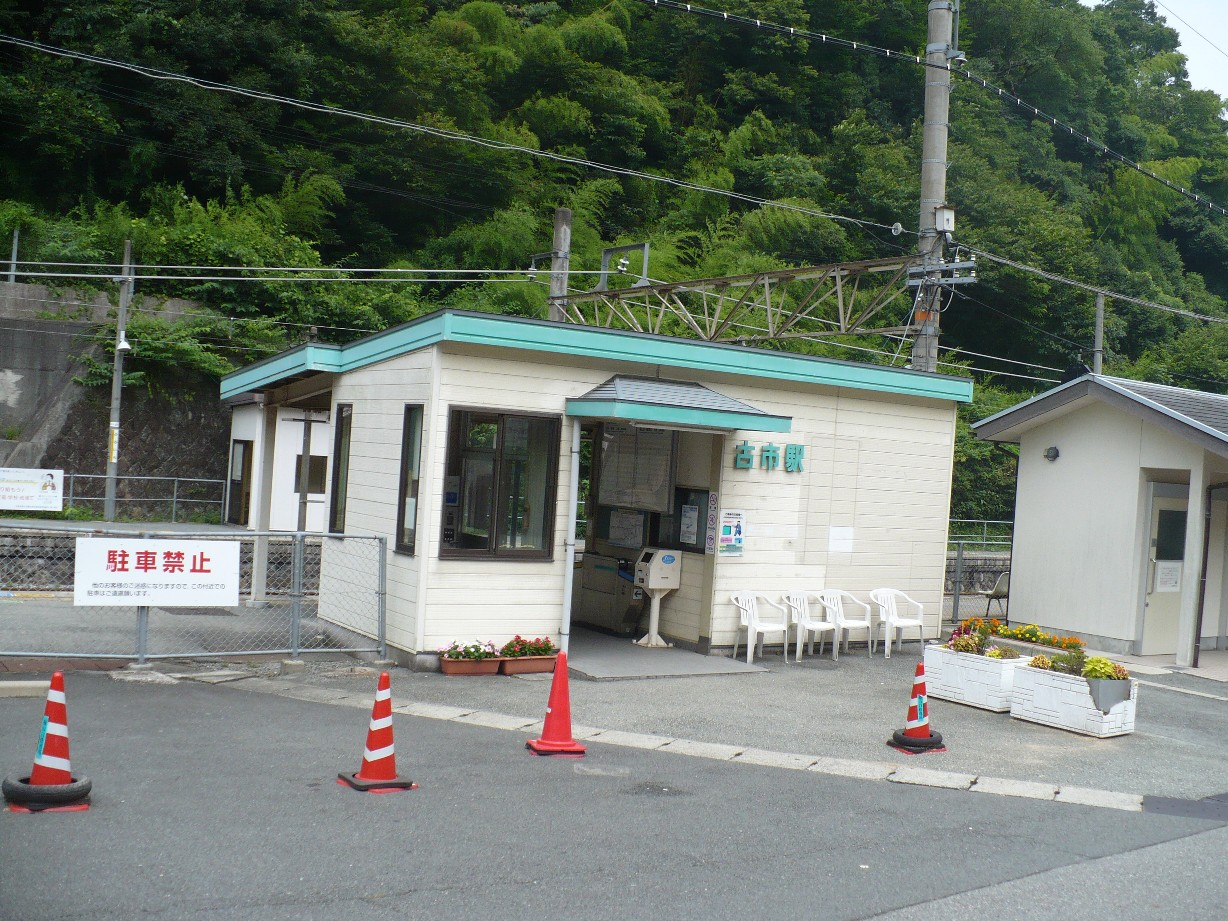
古市車站
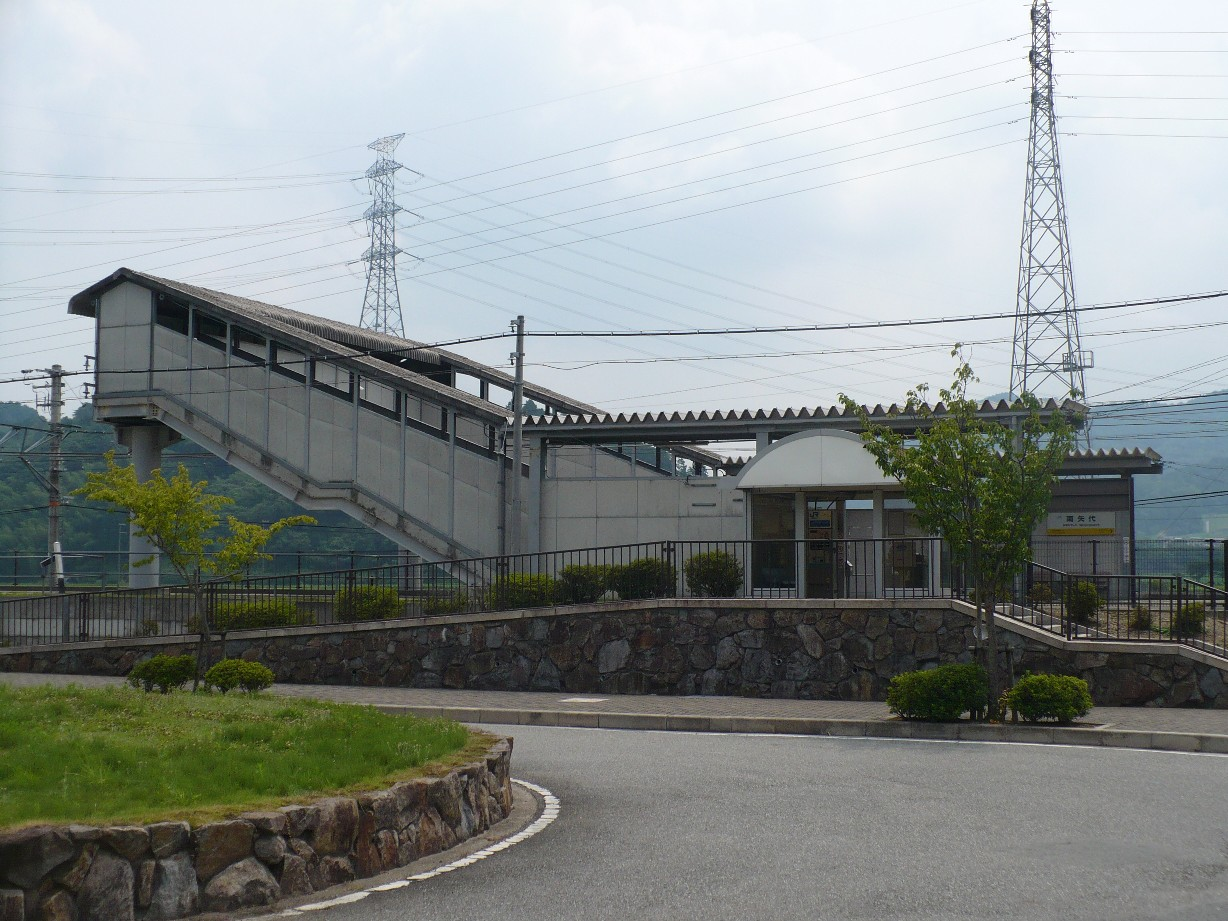
南矢代車站
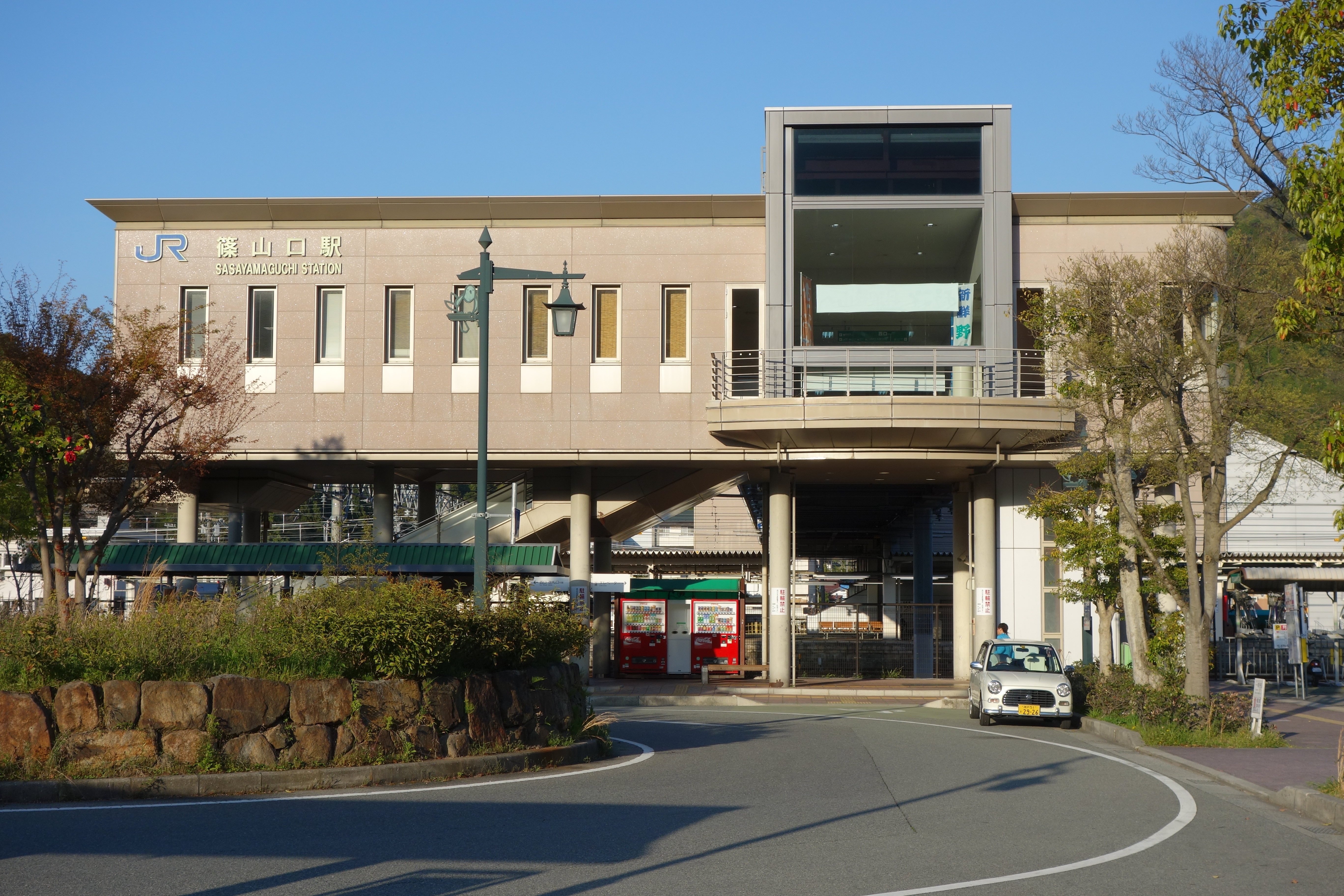
篠山口車站

### 道路
高速道路
- 舞鶴若狹自動車道：（三田市） - 丹南篠山口交流道 - （丹波市）

一般國道
- 國道173號、國道176號（日语：国道176号）、國道372號（日语：国道372号）

## 觀光資源
- 八上城（日语：八上城）遺跡
- 篠山城遺跡
- 篠山市篠山傳統的建造物群保存地區（日语：篠山市篠山伝統的建造物群保存地区）
  - 河原町妻入商家群（日语：河原町妻入商家群）
- 篠山市立歴史美術館（日语：篠山市立歴史美術館）：舊篠山藩廳
- 大国寺（日语：大国寺 (篠山市)）本堂
- 春日神社（日语：春日神社 (篠山市)）
- 鳳鳴酒造（日语：鳳鳴酒造）
- 兵庫陶藝美術館（日语：兵庫陶芸美術館）
- 立杭陶之鄉（日语：立杭陶の郷）
- 大正羅曼館（日语：大正ロマン館）：1923年完工、舊篠山町役場
- 餜子之村丹波（日语：お菓子の里丹波）
- 丹波田園交響廳（日语：たんば田園交響ホール）
- 篠山玉水百合園（日语：篠山玉水ゆり園）
- 今田藥師溫泉（日语：こんだ薬師温泉）
- 籠坊溫泉（日语：籠坊温泉）
- 筱見四十八瀑布（日语：筱見四十八滝）
- 盃岳（日语：盃ヶ岳）：觀賞雲海的景點

### 祭典、活動
- デカンショ祭（日语：デカンショ祭）

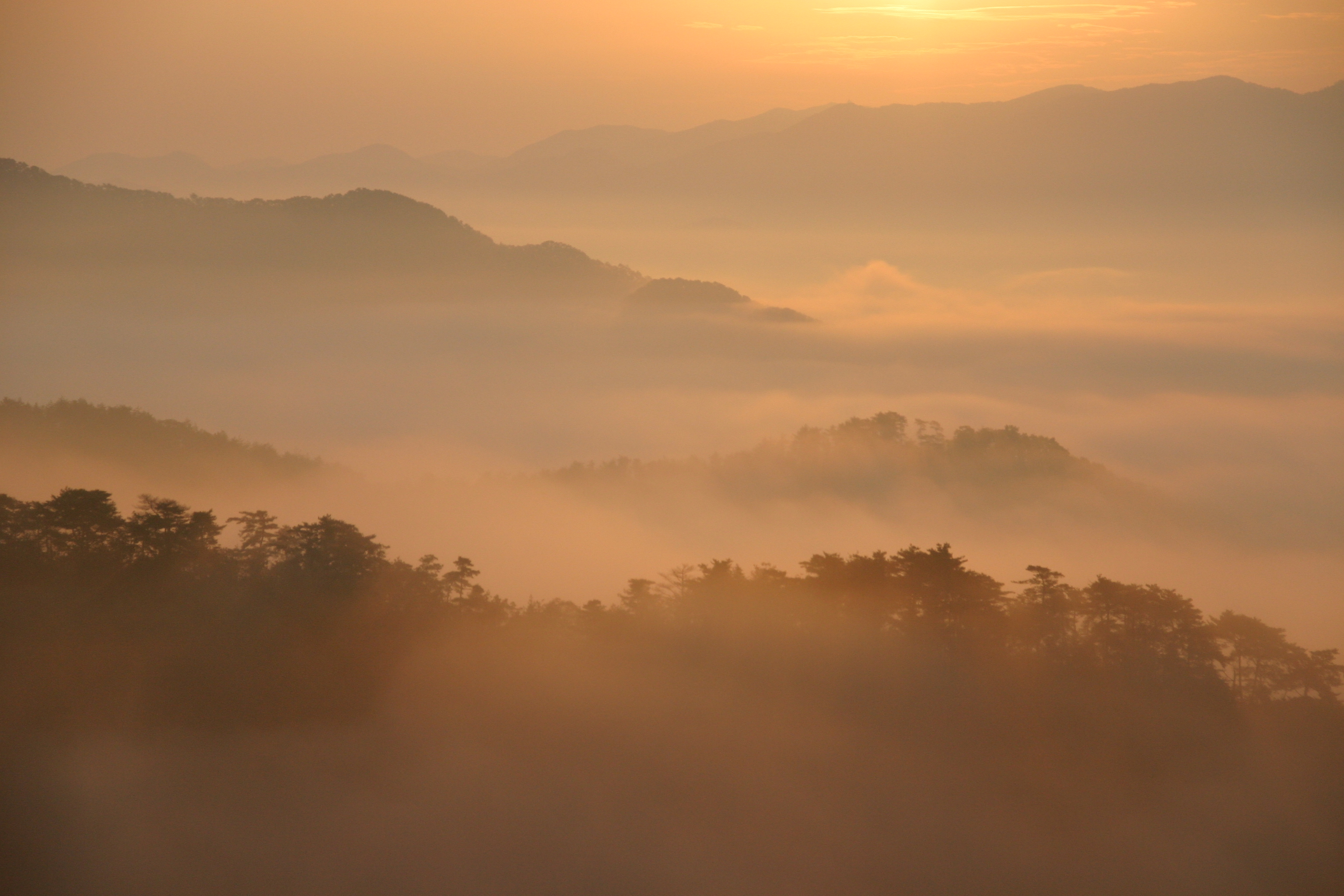
杯岳的雲海
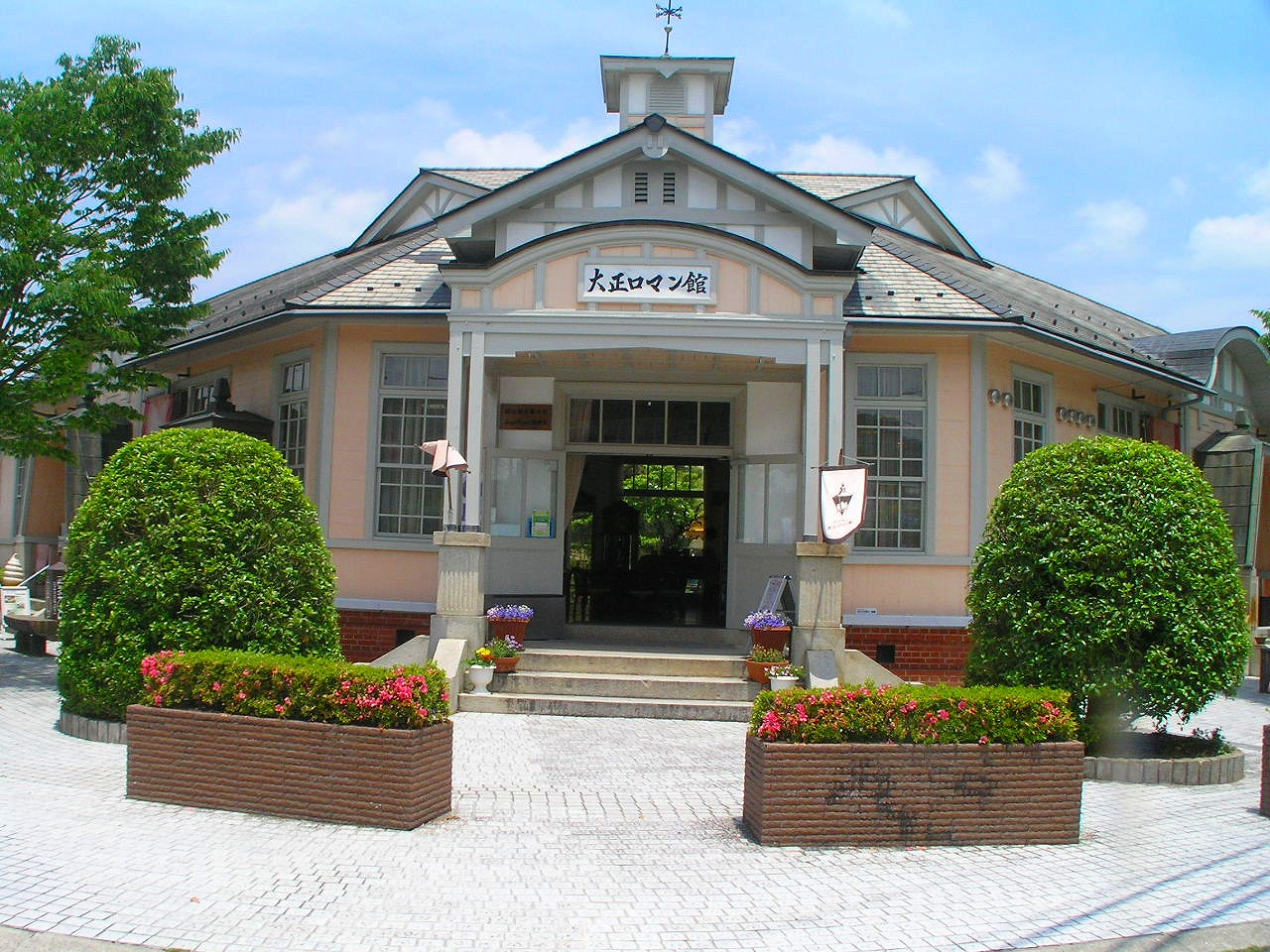
大正浪漫馆
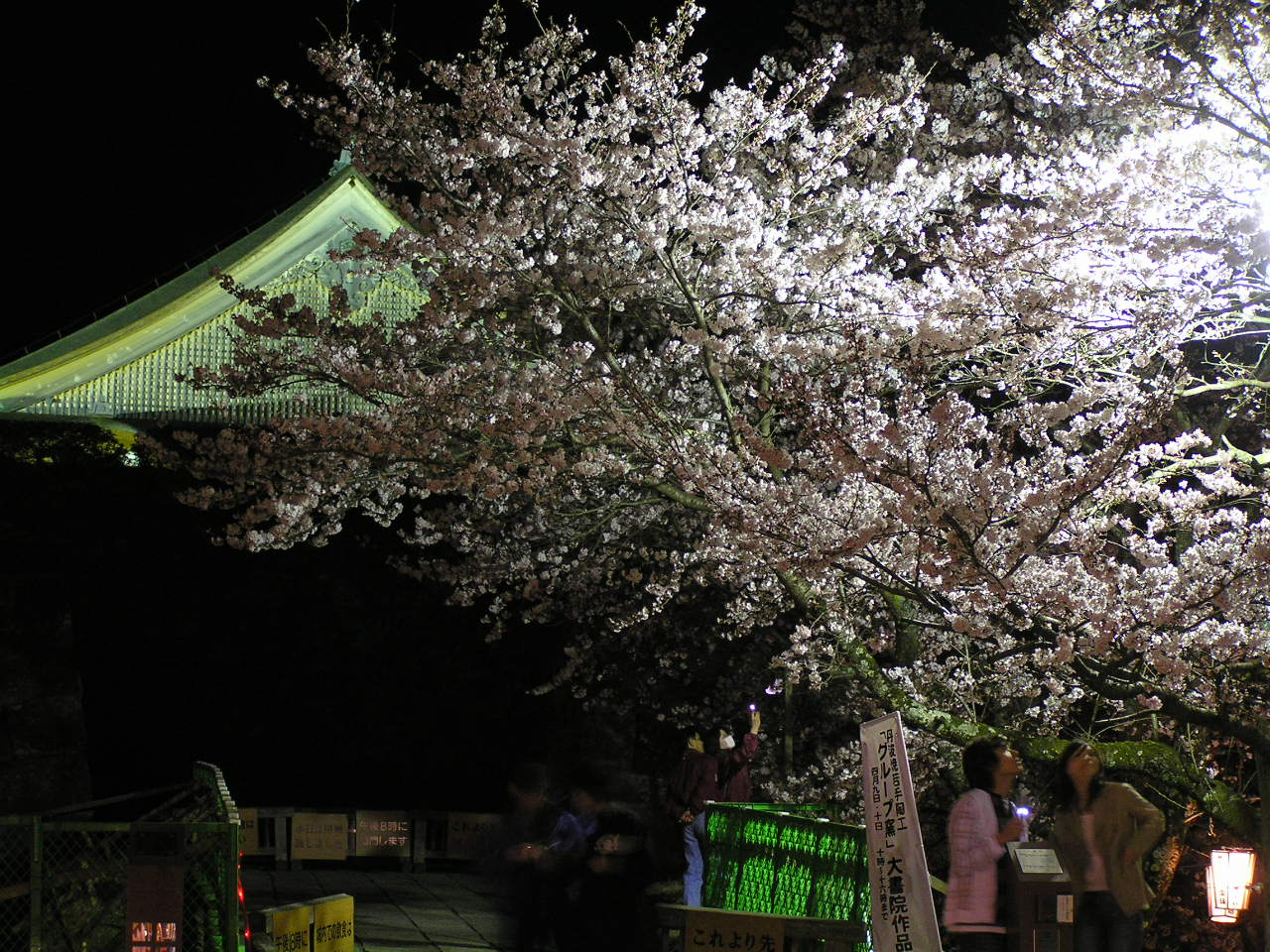
筱山城和夜里的樱花
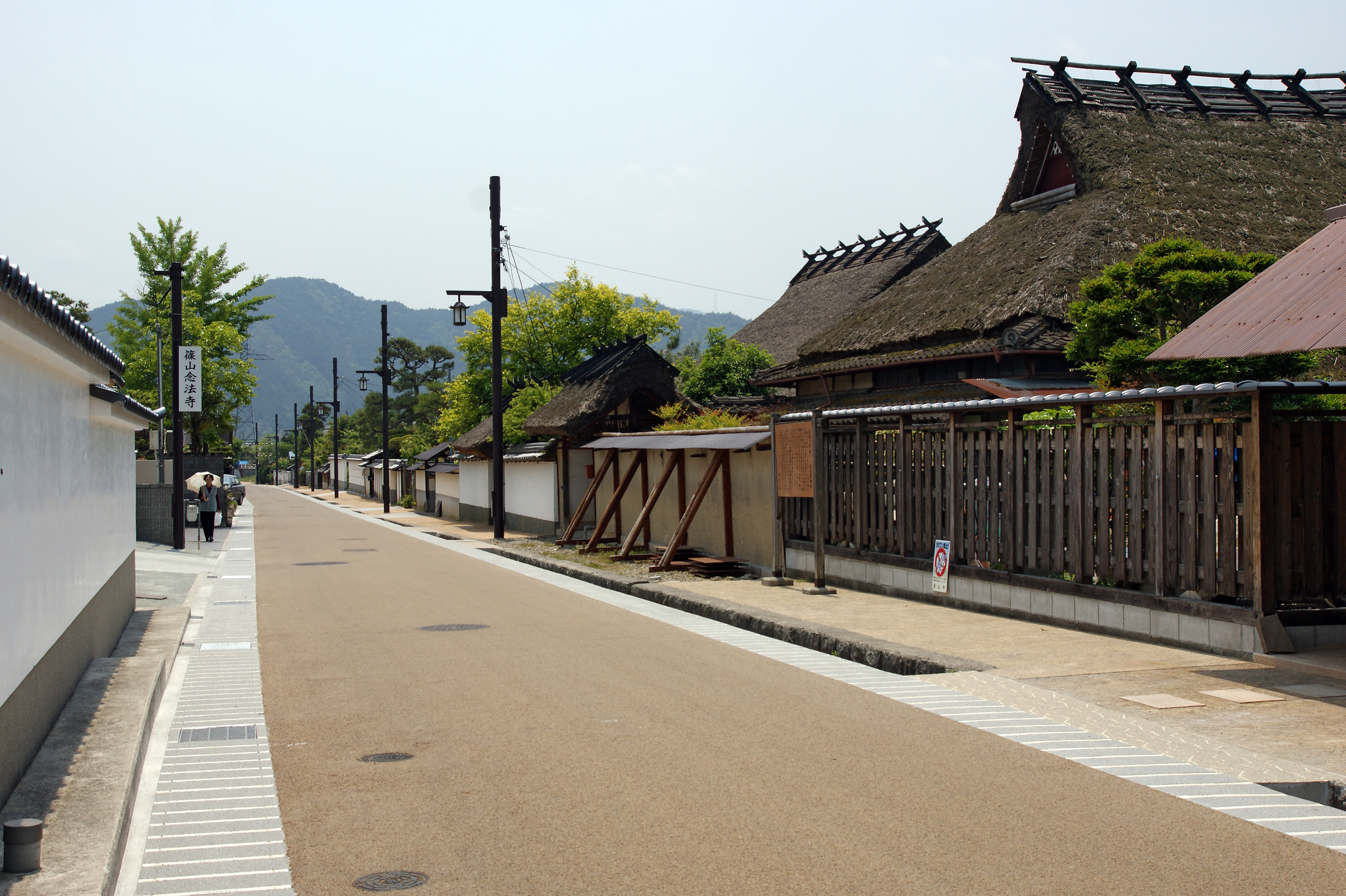
御徒士町武家屋敷群
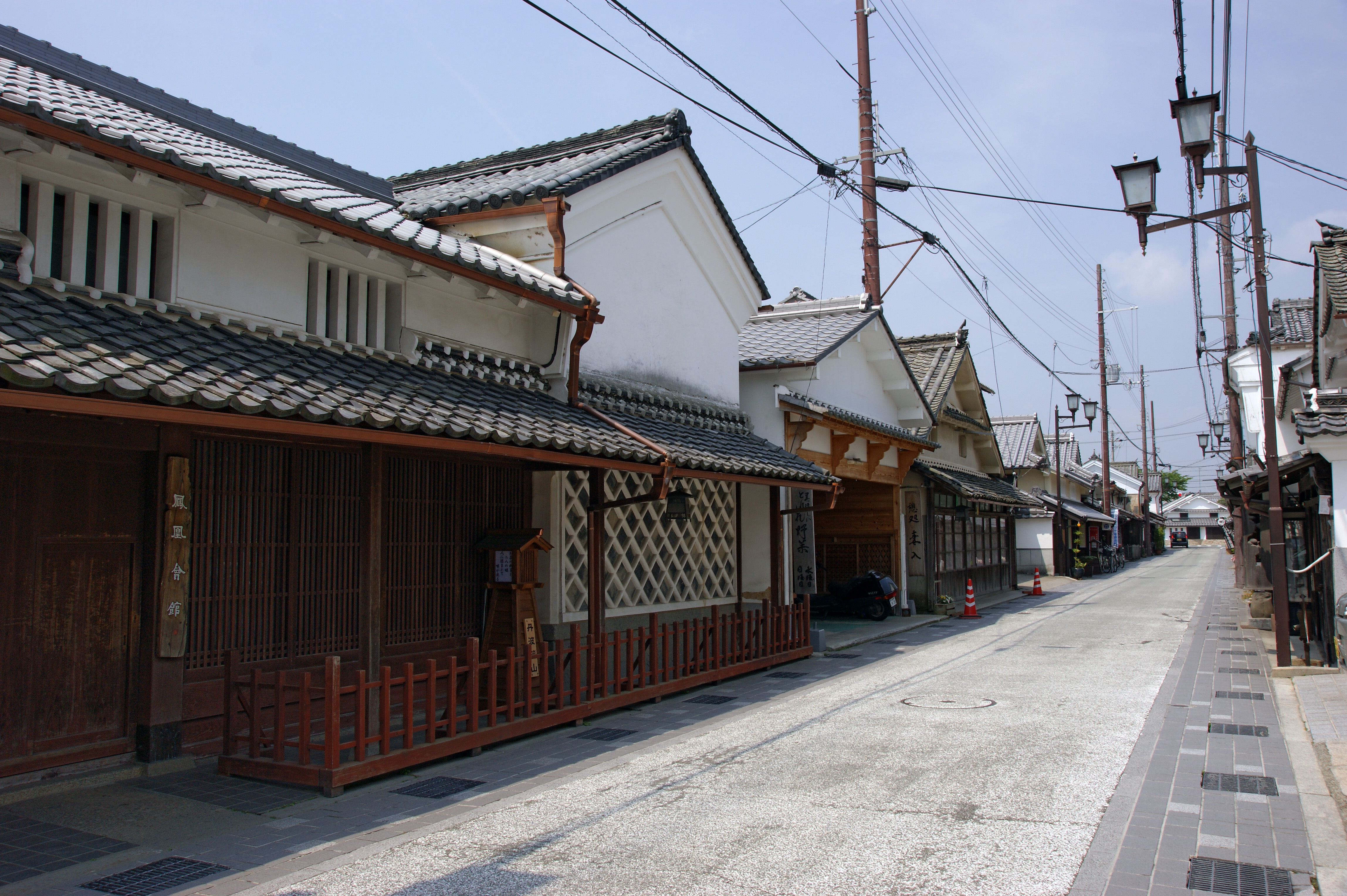
河原町妻入商家群
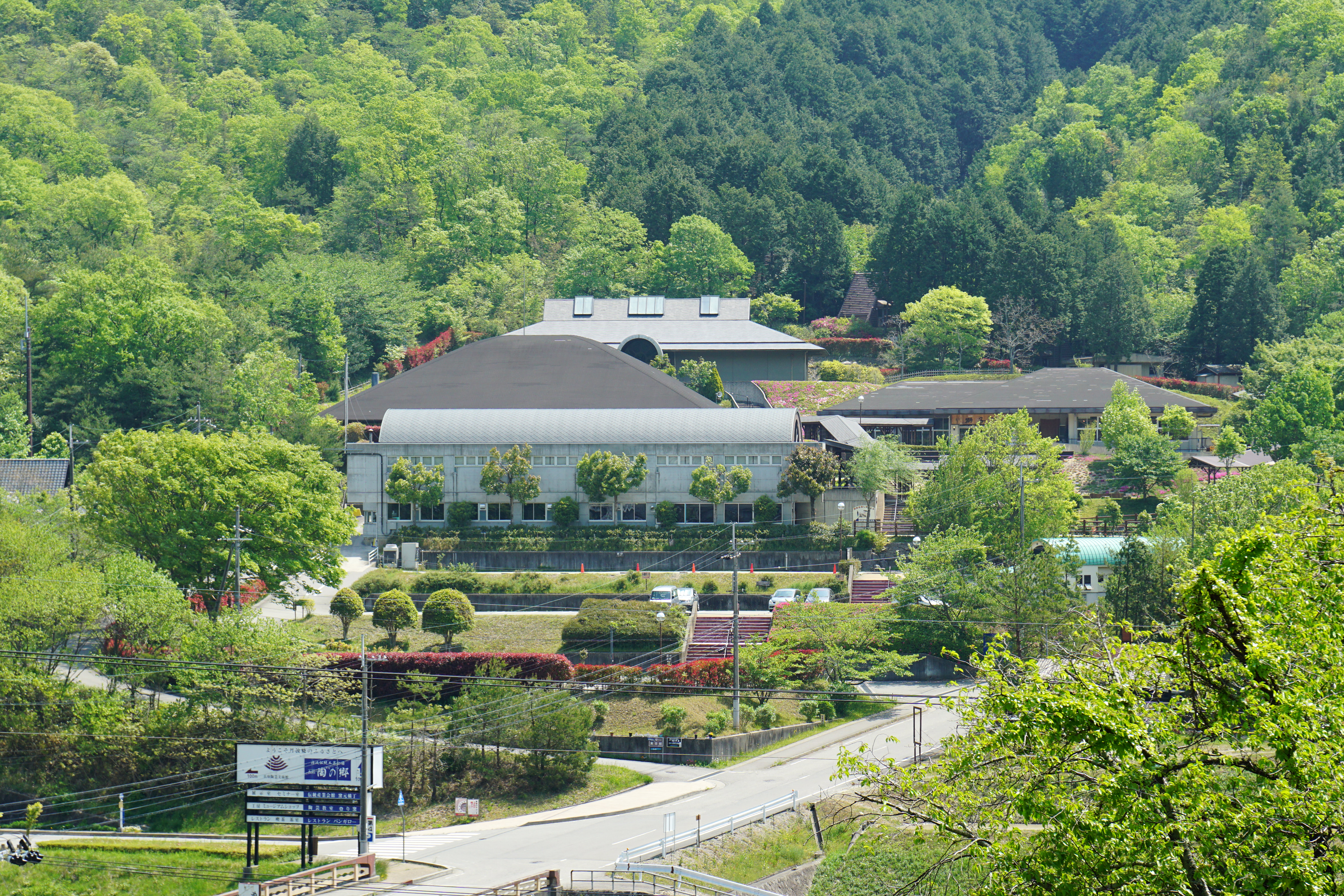
立杭陶之鄉
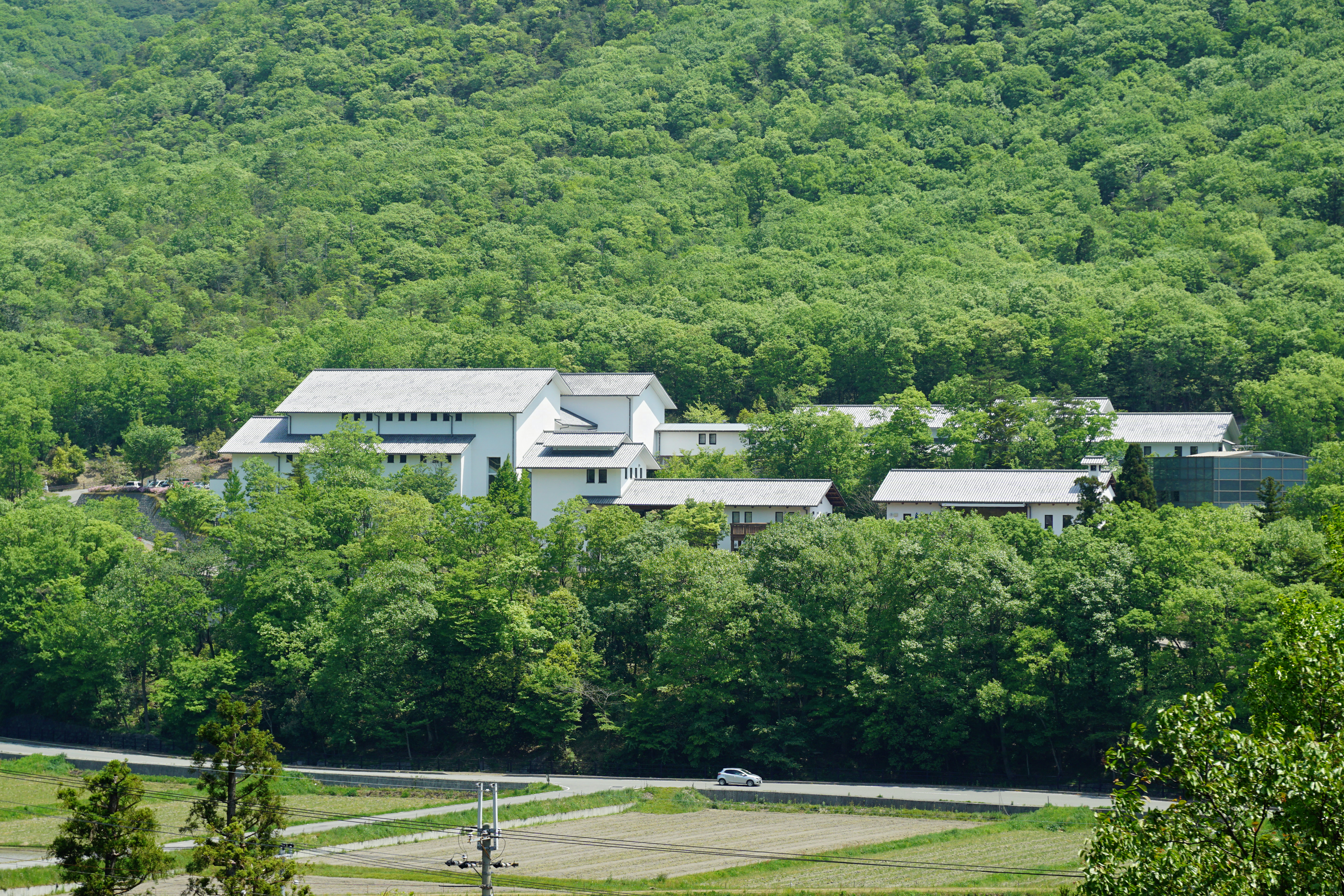
兵庫陶藝美術館
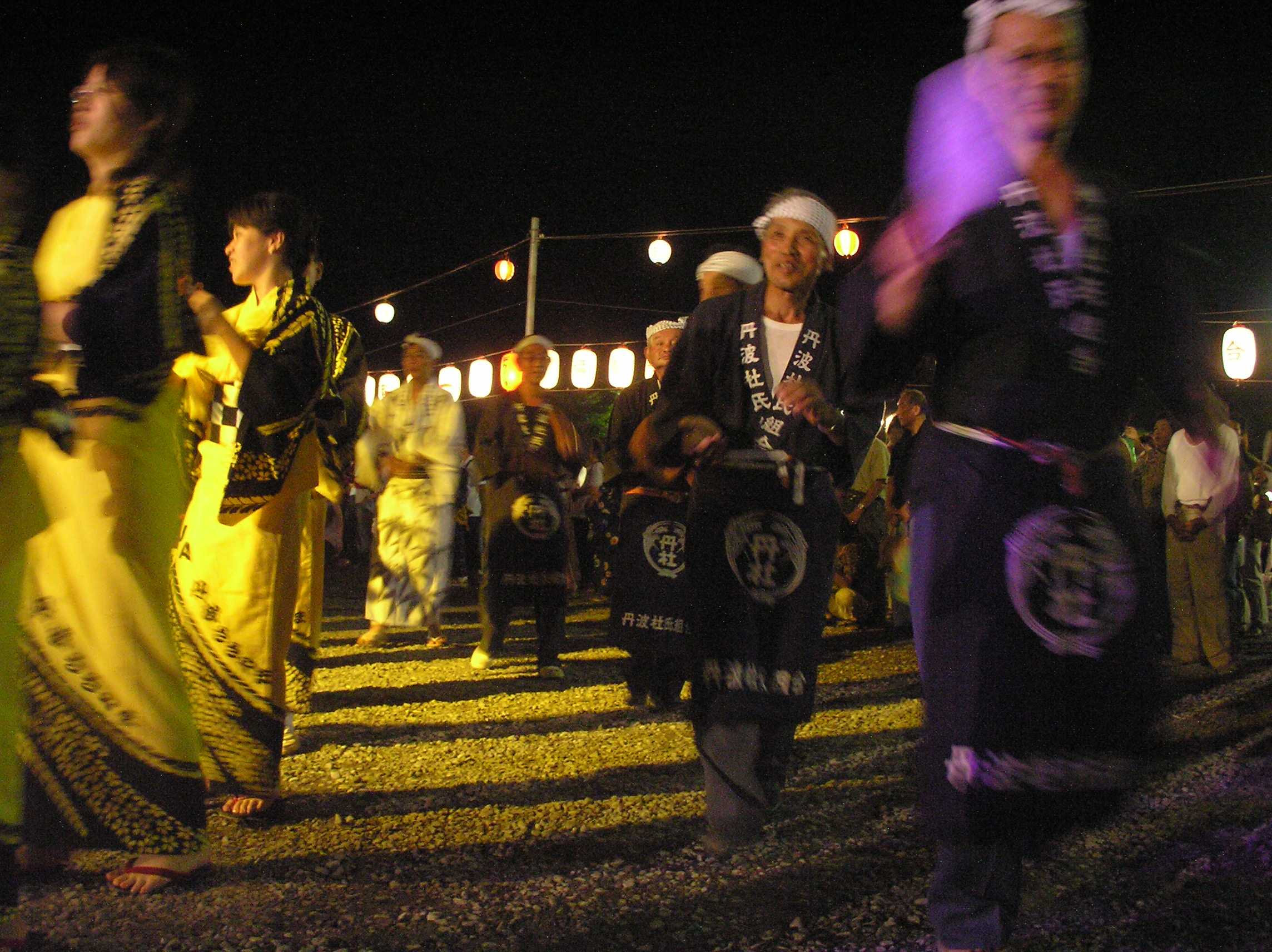
デカンショ祭り

## 姊妹、友好城市
日本
- 犬山市（愛知縣）
- 常滑市（愛知縣）
- 以「丹波的小京都」加盟全國京都會議

海外
- 瓦拉瓦拉（美國華盛頓州瓦拉瓦拉縣）
- 埃皮達魯斯（希臘伯羅奔尼撒）

## 本地出身之名人
- 本庄繁：帝國陸軍大將，曾任關東軍司令官，九一八事變和侵占中國東北的主要策劃者之一。
- 河合隼雄：心理學者、曾任文化廳長官
- 河合雅雄：動物學家
- 千紗（日语：千紗）：歌手、模特兒、girl next door成員

## 外部連結
- （日語） 丹波篠山市觀光情報（页面存档备份，存于）
- （日語） 丹波篠山市觀光情報的Facebook專頁